# Poul Grinder-Hansen
Poul Grinder-Hansen (født 30. december 1956 i Hørsholm) er en dansk historiker, museumsinspektør og forfatter. Han har udgivet en lang række bøger om middelalderen og medvirket til flere store udstillinger om perioden på Nationalmuseet.
Han er bror til Keld Grinder-Hansen og gift med kunsthistoriker Ulla Kjær.

## Karriere
Poul Grinder-Hansen er søn af skoleinspektør Fredy Hansen og lærer Gudrun Hansen og cand.mag. i historie fra Københavns Universitet og middelalderarkæologi fra Aarhus Universitet 1986.
Han har siden 1988 været ansat som museumsinspektør ved Nationalmuseet og fra 2001 været seniorforsker samme sted. Hans arbejdsområder er Danmarks middelalder og renæssance samt numismatik. Han har udgivet adskillige bøger om middelalderen, bl.a. var han med til udgivelsen af to i 1999, der var erklæret for nationalt middelalderår. Han har også udgivet en biografi om Frederik 2., der har fået udmærkede anmeldelser.
I 1999 blev han medlem af kontaktgruppen for Æbelholt Klostermuseum og året efter blev han bestyrelsesmedlem på Middelaldercentret ved Nykøbing Falster. Fra 2000-2004 var han tillidsmand for AC ved Danske Afdeling på Nationalmuseet samt fællestillidsmand for AC på Nationalmuseet.
Siden 1997 har han været censor i faget Historie ved universiteterne i Danmark og fra 2011 også på turistføreruddannelsen på Roskilde Universitet.
Ansvarlig og delansvarlig for bl.a. følgende udstillinger på Nationalmuseet: Den permanente udstilling om senmiddelalder og renæssance, åbnet 1991-92, Nordisk Ministerråds udstilling Margrete I Nordens Frue og Husbond. Udstillingen Kalmarunionen 600 år der fra 1995-1998 samt særudstillingerne Tycho Brahes Verden i 2006 og Europa møder verden i 2012.
I 2012 blev han medlem af sekretariatet for fejring af Reformationsjubilæet 2017. Året efter blev han medlem af Det kongelige danske Selskab for Fædrelandets Historie. Året efter blev hans bog Frederik 2. Danmarks renæssancekonge nomineret til Årets historiske bog, der uddeles af Dansk Historisk Fællesråd.
I 2014 medvirkede han i Danmarks Radio program 1000 års kunsthistorie med Peter Kær som vært. Sammen besøgte så de på Jellingstenene, kalkmalerierne i Undløse. Programmet blev sendt første gang på DR K d. 25. november.
I 2017 var han en af eksperterne i DR's dokumentarserie Historien om Danmark, hvor han medvirker i episoden Senmiddelalder som blev sendt den 30. april.
I 2018 udgav han bogen Kronborg: fortællingen om et slot.
I 2020 medvirkede han i DR's dokumentar Den danske satanskult.

## Privatliv
Grinder-Hansen er søn af skoleinspektør Fredy Hansen og lærer Gudrun Grinder Hansen. Hans bror Keld Grinder-Hansen (1959 - 2019) var ligeledes historiker, og var ansat i museumsvæsnet i flere år.
Den. 7. januar 1989 blev Grinder-Hansen gift med kunsthistoriker og museumsinspektør Ulla Kjær. De betegnes som en af dansk videnskabs supercouples og sammen har de tre børn.

## Publikationer
- 1988 Sydsjælland. Gyldendals Danmarksbeskrivelse, 347 s. ISBN 87-01-58602-5
- 1988 og 1989 Kirkerne i Danmark 1. Den katolske tid og 2. Den protestantiske tid, Boghandlerforlaget (sm.m. Ulla Kjær).
- 1993 Immanuelskirken, Københavns Valgmenighed og Skovgaard Museets Forlag, 99 s. (sm.m. Ulla Kjær). ISBN 978-87-87191-07-4
- 1995 Den romanske kirke - billede og betydning (sm. Henrik Adrian), Nationalmuseet, 51 s. ISBN 978-87-89384-03-0
- 1996 Margrete 1. Nordens Frue og Husbond.. Kalmarunionen 600 år (red. og medforfatter), Nationalmuseet. ISBN 978-87-89384-51-1. 468 s. i engelsk og finsk udgave 1997;
- 1999 Den farverige middelalder ISBN 87-87902-72-9. Nationalmuseet
- 1999 Nordens gyldne billeder fra ældre Middelalder (sm. Asger Jorn, billedredaktør, og Gérard Francheschi, foto), Borgens Forlag i samarbejde med [[Silkeborg Museum, 357 s. ISBN 978-87-21-00389-0; tysk udgave Die goldenen Bilder des Nordens aus der Romantik, Köln 2000
- 2000 Kongemagtens krise: det danske møntvæsen 1241 - ca. 1340. Den pengebaserede økonomi og møntcirkulation i Danmark i perioden 1241 - ca. 1340. Nationalmuseet, Museum Tusculanums Forlag
- 2002 Danmarks Middelalder og Renæssance. Nationalmuseet, 199 s., engelsk udgave 2002 ISBN 978-87-89384-96-2
- 2003 Arvesølvet. Festskrift til Fritze Lindahl (red. og medforfatter) ISBN 87-89384-97-0
- 2006 Tycho Brahes Verden. Danmark i Europa 1550-1600 (red. og medforfatter) ISBN 87-7602-060-6
- 2009 Mellem fjord og bugt (faglig red. og medforfatter)
- 2010 Søren Abildgaard]] (1718-1791). Fortiden på tegnebrættet, 672 s., Nationalmuseet. ISBN 978-87-7602-135-1
- 2012 Europa møder Verden (medredaktør og medforfatter)
- 2013 Frederik 2. Danmarks Renæssancekonge, 352 s, Gyldendal. ISBN 978-87-02-08108-4
- 2018 Kronborg: fortællingen om et slot, 478 s, Gyldendal. ISBN 978-87-02-25726-7

### Bidrag
- 2002 Gru og glæde: gotik i fortid og nutid. Tekster af Poul Grinder-Hansen, Hans Jørgen Frederiksen; redaktion: Dagmar Nyboe Rasmussen. Museet for Religiøs Kunst, Hovedland ISBN 87-7739-633-2
- 2006 "Absalons kasket - en europæisk pragthjelm af orientalsk type fra Kongens Kunstkammer" i Vaabenhistoriske aarbøger, Nr. 51, s. 79-96
- 2007 "Øllet eller ideen?: om forståelsen af skævheder i dansk middelalderkunst" i Hikuin, Nr. 34. S. 61-72 , 160-161
- 2007 "Guldets tale: gamle og nye blik på middelalderens gyldne altre" i Nationalmuseets arbejdsmark. S. 131-146.
- 2010 "Rosenblommen: en gave, der var en kongesøn værdig" i Nationalmuseets arbejdsmark. S. 110-115
- 2011 "Østersørejsen" i Skalk. Nr. 1, s. 18-28
- 2012 "Europas historie - den latterligt korte version" i Politiken. Af Niels Thorsen. Interview med Esben Kjeldbæk, Lars K. Christensen, Bodil Bundgaard og Poul Grinder-Hansen d. 7. januar.
- 2012 "Stormflodskalken" i Skalk. Nr. 12, s. 18-25.
- 2013 "Kongejagt og lystslotte" i Erimitageslottet. Gads Forlag i samarbejde med Styrelsen for Slotte & Kulturejendomme. ISBN 978-87-12-04840-4
- 2013 "Skatten fra Østermarie" i Nationalmuseets arbejdsmark med Michael Märcher, Finn Ole Nielsen, Signe Nygaard, Peter Pentz.